# Apneumonella oculata
Apneumonella oculata is een spinnensoort uit de familie van de Telemidae. De wetenschappelijke naam van de soort werd voor het eerst geldig gepubliceerd in 1921 door Fage.